# Dunkers distrikt
Dunkers distrikt är ett distrikt i Flens kommun och Södermanlands län. 
Distriktet ligger nordost om Flen och nordost om Malmköping. 

## Tidigare administrativ tillhörighet
Distriktet inrättades 2016 och utgörs av en del av området som Malmköpings köping omfattade till 1971, delen som före 1952 utgjorde socknen Dunker.
Området motsvarar den omfattning Dunkers församling hade vid årsskiftet 1999/2000.